# Félix Lucemburský
Princ Félix Lucemburský, princ bourbonsko-parmský a princ nasavský (Félix Léopold Marie Guillaume; 3. července 1984 Lucemburk) je druhý syn lucemburského velkovévody Jindřicha Lucemburského a lucemburské velkovévodkyně Marie Teresy. Jeho kmotry jsou jeho strýc princ Jean Lucemburský a Catalina Mestre. Byl pojmenován po svém předkovi Felixi Bourbonsko-Parmském. V současnosti je čtvrtý v linii následnictví lucemburského trůnu.

## Biografie
Princ Félix se narodil 3. června 1984 v porodnici velkovévodkyně Šarloty v Lucembursku. Je druhým z pěti dětí velkovévody Jindřicha a velkovévodkyně Marie Teresy. Mezi jeho sourozence patří dědičný velkovévoda Guillaume, princ Louis, princezna Alexandra a princ Sébastien. Jeho kmotry jsou princ Jean a Catalina Mestre. Byl pojmenován po svém pradědečkovi princi Felixovi Bourbonsko-Parmském.
Základní vzdělání získal v Lorentzweileru. Poté navštěvoval soukromou školu Notre Dame Sainte-Sophie of Luxembourg a poté American School of Luxembourg. V roce 1998 odešel do švýcarské internátní školy Collège Alpin International Beau Soleil ve Villars-sur-Ollon. Během svého pobytu na internátní škole se setkal se svou budoucí manželkou. Střední školu ukončil v roce 2003 s vyznamenáním a nastoupil na Královskou vojenskou akademii v Sandhurstu ve Spojeném království. Před promocí však musel kvůli zranění kolene skončit.
V letech 2003 až 2004 se zajímal o různé studijní obory, jako je politologie, psychologie a komunikace, které studoval na různých školách v Anglii a Belgii. Absolvoval také kurzy u různých společností, aby získal další odborné zkušenosti.
V roce 2005 nastoupil do oddělení marketingu a vztahů s veřejností společnosti Grand Chelem Management SA, švýcarské společnosti specializující se na organizaci sportovních a kulturních akcí. Pro společnost nadále působí jako nezávislý konzultant. Princ se zvláště zajímá o etiku v biotechnologiích. V červnu 2009 velkovévodský dvůr oznámil, že v říjnu zahájí studium bioetiky na Pontificio ateneo Regina Apostolorum v Římě v Itálii, které dokončil v roce 2013.
V roce 2013 se oženil s Claire Lademacherovou a společně od října 2013 spravují Château Les Crostes – vinařskou usedlost v Lorgues ve Francii. V roce 2016 se stal prezidentem sdružení Lorgues Terre de Vins, jehož cílem je propagovat město jako turistickou a vinařskou destinaci. V roce 2016 také Félix, Claire a někteří jejich přátelé založili společnost Young Empire, což je značka oblečení, nábytku a domácích potřeb pro děti.
Kromě lucemburštiny, francouzštiny a němčiny hovoří plynně anglicky a italsky. Má základní znalosti španělštiny.

## Osobní zájmy
Jako fanoušek basketbalu byl v roce 2005 jmenován čestným prezidentem „Federation Luxembourg Basketball“.
Je patronem parašutistické asociace Cercle Para Luxembourg, Fédération aéronautique luxembourgeoise a basketbalové asociace Fédération luxembourgeoise de Basketball. 

## Manželství a děti
Dne 13. prosince 2012 ohlásila lucemburská velkovévodská rodina Félixovy zásnuby s Claire Lademacherovou. Občanský sňatek se konal 17. září 2013 v německém městě Königstein im Taunus, církevní sňatek proběhl 21. září 2013 v kostele sv. Máří Magdaleny ve francouzském Saint-Maximin-la-Sainte-Baume. Od svatby žije pár na jihu Francie v Château Les Crostes, vinařství v Lorgues, které již mnoho let vlastní rodina Lademacherů.
Dcera prince Félixe a princezny Claire, princezna Amalia Gabriela Maria Theresa, se narodila 15. června 2014 v porodnici velkovévodkyně Šarloty v Lucembursku. Na Všeobecné klinice Beaulieu v Ženevě se jim 28. listopadu 2016 narodil syn, princ Liam Henri Hartmut.
V červenci 2023 bylo oznámeno, že pár čeká třetí dítě. Claire porodila syna, prince Balthazara Félixe Karla Nasavského, 7. ledna 2024 v porodnici velkovévodkyně Šarloty v Lucembursku.

## Vyznamenání a ocenění

### Národní vyznamenání
- Rytíř Nasavského domácího řádu zlatého lva
- Velkokříž Řádu Adolfa Nasavského

## Vývod z předků
|                   |                                     |  |           |                           |  |  |  |  |  |  |  | Robert I. Parmský |
|                   |                                     |  |           |                           |  |  |  |  |  |  |  |                   |
|                   | Felix Bourbonsko-Parmský            |  |           |                           |  |  |  |  |  |  |  |                   |
|                   |                                     |  |           |                           |  |  |  |  |  |  |  |                   |
|                   |                                     |  |           | Marie Antonie z Braganzy  |  |  |  |  |  |  |  |                   |
|                   |                                     |  |           |                           |  |  |  |  |  |  |  |                   |
|                   | Jan Lucemburský                     |  |           |                           |  |  |  |  |  |  |  |                   |
|                   |                                     |  |           |                           |  |  |  |  |  |  |  |                   |
|                   |                                     |  |           | Vilém IV. Lucemburský     |  |  |  |  |  |  |  |                   |
|                   |                                     |  |           |                           |  |  |  |  |  |  |  |                   |
|                   | Šarlota Lucemburská                 |  |           |                           |  |  |  |  |  |  |  |                   |
|                   |                                     |  |           |                           |  |  |  |  |  |  |  |                   |
|                   |                                     |  |           | Marie Anna Portugalská    |  |  |  |  |  |  |  |                   |
|                   |                                     |  |           |                           |  |  |  |  |  |  |  |                   |
|                   | Jindřich I. Lucemburský             |  |           |                           |  |  |  |  |  |  |  |                   |
|                   |                                     |  |           |                           |  |  |  |  |  |  |  |                   |
|                   |                                     |  |           | Albert I. Belgický        |  |  |  |  |  |  |  |                   |
|                   |                                     |  |           |                           |  |  |  |  |  |  |  |                   |
|                   | Leopold III. Belgický               |  |           |                           |  |  |  |  |  |  |  |                   |
|                   |                                     |  |           |                           |  |  |  |  |  |  |  |                   |
|                   |                                     |  |           | Alžběta Gabriela Bavorská |  |  |  |  |  |  |  |                   |
|                   |                                     |  |           |                           |  |  |  |  |  |  |  |                   |
|                   | Josefína Šarlota Belgická           |  |           |                           |  |  |  |  |  |  |  |                   |
|                   |                                     |  |           |                           |  |  |  |  |  |  |  |                   |
|                   |                                     |  |           | Karel Švédský             |  |  |  |  |  |  |  |                   |
|                   |                                     |  |           |                           |  |  |  |  |  |  |  |                   |
|                   | Astrid Švédská                      |  |           |                           |  |  |  |  |  |  |  |                   |
|                   |                                     |  |           |                           |  |  |  |  |  |  |  |                   |
|                   |                                     |  |           | Ingeborg Dánská           |  |  |  |  |  |  |  |                   |
|                   |                                     |  |           |                           |  |  |  |  |  |  |  |                   |
| Félix Lucemburský |                                     |  |           |                           |  |  |  |  |  |  |  |                   |
|                   |                                     |  |           |                           |  |  |  |  |  |  |  |                   |
|                   |                                     |  | Q61750772 |                           |  |  |  |  |  |  |  |                   |
|                   |                                     |  |           |                           |  |  |  |  |  |  |  |                   |
|                   | Q61750764                           |  |           |                           |  |  |  |  |  |  |  |                   |
|                   |                                     |  |           |                           |  |  |  |  |  |  |  |                   |
|                   |                                     |  |           | Q61750773                 |  |  |  |  |  |  |  |                   |
|                   |                                     |  |           |                           |  |  |  |  |  |  |  |                   |
|                   | José Antonio Mestre y Alvarez-Tabio |  |           |                           |  |  |  |  |  |  |  |                   |
|                   |                                     |  |           |                           |  |  |  |  |  |  |  |                   |
|                   |                                     |  |           | Q61750774                 |  |  |  |  |  |  |  |                   |
|                   |                                     |  |           |                           |  |  |  |  |  |  |  |                   |
|                   | Q61750765                           |  |           |                           |  |  |  |  |  |  |  |                   |
|                   |                                     |  |           |                           |  |  |  |  |  |  |  |                   |
|                   |                                     |  |           | Q61750775                 |  |  |  |  |  |  |  |                   |
|                   |                                     |  |           |                           |  |  |  |  |  |  |  |                   |
|                   | Maria Teresa Lucemburská            |  |           |                           |  |  |  |  |  |  |  |                   |
|                   |                                     |  |           |                           |  |  |  |  |  |  |  |                   |
|                   |                                     |  |           | Q61750790                 |  |  |  |  |  |  |  |                   |
|                   |                                     |  |           |                           |  |  |  |  |  |  |  |                   |
|                   | Q61750766                           |  |           |                           |  |  |  |  |  |  |  |                   |
|                   |                                     |  |           |                           |  |  |  |  |  |  |  |                   |
|                   |                                     |  |           | Q61750791                 |  |  |  |  |  |  |  |                   |
|                   |                                     |  |           |                           |  |  |  |  |  |  |  |                   |
|                   | Maria Teresa Batista y Falla        |  |           |                           |  |  |  |  |  |  |  |                   |
|                   |                                     |  |           |                           |  |  |  |  |  |  |  |                   |
|                   |                                     |  |           | Q61750792                 |  |  |  |  |  |  |  |                   |
|                   |                                     |  |           |                           |  |  |  |  |  |  |  |                   |
|                   | Q61750767                           |  |           |                           |  |  |  |  |  |  |  |                   |
|                   |                                     |  |           |                           |  |  |  |  |  |  |  |                   |
|                   |                                     |  |           | Q61750793                 |  |  |  |  |  |  |  |                   |
|                   |                                     |  |           |                           |  |  |  |  |  |  |  |                   |